# Airtight Games
Airtight Games var ett oberoende amerikanskt utvecklingsföretag för videospel baserat i Redmond, Washington, som grundades 2004. Det bestod av tidigare medlemmar från FASA Studio, Will Vinton Studios och Microsoft, samt flera andra studior, och dess huvudmedlemmar var president och creative director Jim Deal, artistic director Matt Brunner och medgrundaren Ed Fries.[källa behövs]

## Historik
Airtight Games bildades 2004 av det team som släppte Xbox-titeln Crimson Skies: High Road to Revenge.[källa behövs] Deras första titel var actionspelet Dark Void från 2010, utgivet av Capcom och släppt för plattformarna Microsoft Windows, PlayStation 3 och Xbox 360.
År 2012 släppte de ett pusselspel för plattformar med Square Enix som utgivare, med titeln Quantum Conundrum. Detta följdes av två mobilspel för iOS under 2012 och 2013, och Soul Fjord, ett hybrid roguelike/rytmspel som utvecklades som en exklusiv titel för den kortlivade Ouya-konsolen och släpptes under 2014.
I juni 2014 släppte de äventyrs- och mysteriespelet Murdered: Soul Suspect, som publicerades av Square Enix och släpptes för Microsoft Windows, PlayStation 3, PlayStation 4, Xbox 360 och Xbox One. Tidigare samma år sade studion upp 14 anställda och dess kreativa chef Kim Swift gick med i Amazon Game Studios.

## Spel som utvecklats
| Titel                  | År   | Plattformar                                               |
| ---------------------- | ---- | --------------------------------------------------------- |
| Dark Void              | 2010 | PlayStation 3, Windows, Xbox 360                          |
| Quantum Conundrum      | 2012 | PlayStation 3, Windows, Xbox 360 \|- 2012                 |
| Pixld                  | 2012 | iOS                                                       |
| DerpBike               | 2013 | iOS                                                       |
| Soul Fjord             | 2014 | Ouya                                                      |
| Murdered: Soul Suspect | 2014 | PlayStation 3, PlayStation 4, Windows, Xbox 360, Xbox One |